# Encino (Santander)

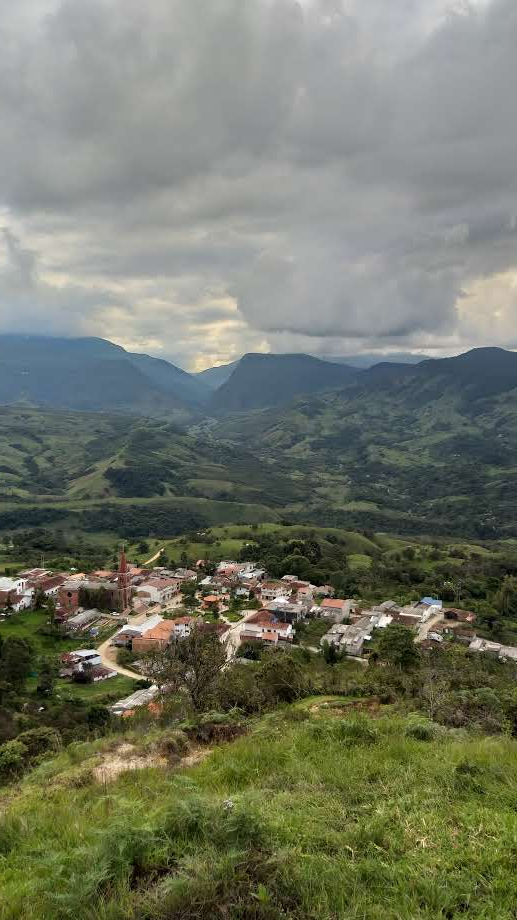

Encino est une municipalité située dans le département de Santander en Colombie.